# Yves Blais
Pour les articles homonymes, voir Blais.
Yves Blais (5 juin 1931 - 22 novembre 1998) est un homme politique québécois. Il était le député péquiste de Terrebonne de 1981 à 1989 et de Masson de 1989 à 1998. Il est décédé durant la campagne électorale de 1998.

## Biographie
Yves Blais nait à Saint-Placide, au Québec, le 5 juin 1931, fils de Louis-Magella Blais et de Berthe Lepage. Il commence sa carrière politique en se faisant élire député du Parti québécois dans la circonscription de Terrebonne en 1981, succédant ainsi au député péquiste Élie Fallu, qui se fait élire dans la circonscription de Groulx. Il est réélu en 1985, encore dans Terrebonne. En 1989, il est élu dans la nouvelle circonscription de Masson et y est réélu en 1994. Il meurt d'une crise cardiaque le 22 novembre 1998 durant la campagne électorale. Une élection partielle a alors lieu dans cette circonscription le 14 décembre 1998 : Gilles Labbé est alors élu pour le Parti québécois.